# Коршевское сельское поселение
Коршевское сельское поселение — муниципальное образование Бобровского района Воронежской области России.

## История
Коршевской сельсовет Бобровского района Воронежской области образован 30 июля 1928 года постановлением ЦК и СНК в составе Бобровского района Воронежской области.
Административным центром Коршевского сельского поселения Бобровского муниципального района Воронежской области является село Коршево.

## Население
| 2000  | 2005  | 2010  | 2012  | 2013  | 2014  | 2015  | 2016  | 2017  |
| ----- | ----- | ----- | ----- | ----- | ----- | ----- | ----- | ----- |
| 2215  | ↘2181 | ↘2004 | ↘1977 | ↘1917 | ↘1835 | ↗1898 | ↗1989 | ↗2021 |
| 2018  | 2019  | 2020  | 2021  |       |       |       |       |       |
| ↘1997 | ↘1978 | ↗2008 | ↗2010 |       |       |       |       |       |

## Административное деление
Состав поселения:
- село Коршево.